# Ctesil·la
Ctesil·la (grec antic: Κτήσυλλα), filla d'Alcidamant, va ser, segons la mitologia grega, una noia que vivia a Iulis, una ciutat de l'illa de Ceos.
A Cartea, ciutat veïna, un jove anomenat Hermòcrates la va veure ballar prop de l'altar d'Apol·lo durant els Jocs Pítics. Es va enamorar d'ella, va escriure unes paraules en una poma i li va llançar als peus dins del santuari d'Àrtemis. La noia la va recollir i la va llegir. La inscripció era un jurament: «Per Àrtemis!, que en veritat m'haig de casar amb Hermòcrates d'Atenes». Ctesil·la, avergonyida, s'ho va prendre malament, tal com havia fet Cidipe quan va ser enganyada per Aconci. Però Hermòcrates va parlar amb el pare de la noia i aquest consentí en el matrimoni jurant per Apol·lo i tocant un llorer, que els dos es casarien. Acabada la festa, però, Alcidamant va oblidar el seu jurament i va comprometre la seva filla amb un altre. Ctesil·la va anar a fer un sacrifici al santuari d'Àrtemis, i Hermòcrates, disgustat per la dissort del seu matrimoni, va plantar-se al davant d'ella. La noia, en veure'l, per una intervenció dels déus, se'n va enamorar. Gràcies a la seva dida, la noia es posà d'acord amb Hermòcrates, i burlant la vigilància del seu pare, van marxar tots dos a Atenes on es van casar. Ctesil·la va tenir un fill, però de resultes del part va emmalaltir greument i va morir, per designi dels déus, ja que el seu pare havia incomplert un jurament. Van amortallar el cos, i al transportar-lo per fer-li les honres fúnebres va sortir del llit de mort un colom, i el cos de Ctesil·la va desaparèixer. Hermòcrates va consultar un oracle que li va dir que havia de fundar a Iulis un santuari dedicat a Ctesil·la. Es va informar d'això també a la gent de Ceos, i a partir de llavors els habitants de Iulis invoquen a Afrodita Ctesil·la, i els altres habitants de l'illa a Ctesil·la Hecaerga.